# 1660er
Portal Geschichte | Portal Biografien | Aktuelle Ereignisse | Jahreskalender | Tagesartikel

◄ |
16. Jh. |
17. Jahrhundert
| 18. Jh. | ►

◄ |
1630er |
1640er |
1650er |
1660er
| 1670er | 1680er | 1690er | ►

1660 |
1661 |
1662 |
1663 |
1664 |
1665 |
1666 |
1667 |
1668 |
1669

## Ereignisse
- 1664: Neu-Amsterdam kommt als New York an England.
- 1665: Große Pest von London.
- 1666: Großer Brand von London.

## Kultur
- 1667: Die weltweit erste Kunstausstellung wird im Salon du Louvre eröffnet.
- 1669: Erste Ausgabe des „Simplicissimus“ durch Hans Jakob Christoffel von Grimmelshausen.

## Persönlichkeiten
- Ludwig XIV., König von Frankreich und Navarra
- Leopold I., Kaiser des Heiligen Römischen Reiches Deutscher Nation, König von Ungarn, König von Böhmen
- Philipp IV., König von Spanien, Neapel, Sizilien und Portugal
- Karl II., König von Spanien, Neapel und Sizilien
- Friedrich Wilhelm, Kurfürst von Brandenburg
- Clemens IX., Papst
- Alexander VII., Papst
- Alexei I., Zar in Russland
- Karl II., König von England, Schottland und Irland
- Go-Sai, Kaiser von Japan
- Reigen, Kaiser von Japan
- Kangxi, Kaiser von China